# Bantu (etnologia)
Il nome bantu (o bantù) si riferisce a un vasto gruppo etno-linguistico che comprende oltre 400 etnie dell'Africa subsahariana e distribuite dal Camerun all'Africa centrale, orientale e meridionale. Questa famiglia di etnie, pur largamente diversificata, condivide sia tratti linguistici che culturali, retaggio di una storia comune. L'espressione "lingue bantu" si riferisce al vasto gruppo di lingue parlate dalle etnie bantu.
I gruppi etnici che appartengono al gruppo bantu sono suddivisi in due sottofamiglie principali, divisesi circa 3500 anni fa: i bantu orientali includono i Kikuyu (Kenya), gli Zulu (Sudafrica), gli Xhosa (Sudafrica), i Tswana (Botswana) e gli Shona (Mozambico, Zimbabwe, Zambia). I bantu occidentali comprendono gli Herero (Namibia, Botswana, Angola), i Tonga (Zambia, Zimbabwe) e i Tonga del Malawi (Malawi).

## Etimologia
Il termine "bantu" fu introdotto con il suo significato moderno dal linguista Wilhelm Bleek, nel suo trattato A Comparative Grammar of South African Languages (1862). Bleek aveva osservato che numerose lingue africane condividevano una quantità di elementi sintattici tali da suggerire un'origine comune. Bleek scelse il nome "bantu" perché questa parola significava "gente" in molte delle lingue appartenenti a questo gruppo.

## Storia

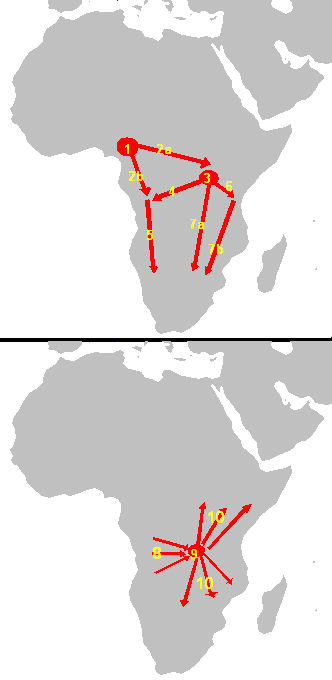
Ricostruzione della diffusione delle lingue bantu. 1) Il centro di diffusione originario, dove il proto-bantu emerse circa 3000 anni fa. 2) Prima migrazione (1500 a.C.), con la nascita dei primi due centri di diffusione secondari, del "bantu orientale" (2a) e "occidentale" (2b). 3) Nascita del nucleo di Urewe del bantu orientale. 4) 5) 6) 7) 8) Migrazioni successive. 9) Circa 500 a.C., nascita del nucleo "Congo". 10) Ultima fase di espansione (0-1000 d.C.)

Si ritiene che la cosiddetta lingua proto-bantu, da cui discendono le lingue bantu moderne, si sia sviluppata nell'area intorno all'odierno confine fra Nigeria e Camerun, in un'epoca compresa fra 3000 e 5000 anni fa. Questa teoria si deve in particolare alle ricerche condotte dal linguista Joseph Greenberg, che suggeriscono alcune forti affinità di fondo fra le lingue bantu e un gruppo di lingue parlate nella Nigeria sudorientale. Greenberg ipotizzava che la lingua bantu si fosse poi diffusa da questo centro in modo sostanzialmente uniforme verso est e sud. La teoria di Greenberg fu in seguito raffinata da Jan Vansina; osservando la struttura a cluster ("grappoli") delle lingue bantu moderne, Vansina teorizzò che la diffusione della lingua bantu fosse avvenuta attraverso una serie di ondate migratorie avvenute in momenti diversi, a cui era corrisposta la nascita di centri di diffusione secondari.
Le migrazioni bantu avvennero in momenti diversi, lungo un arco di tempo di diverse migliaia di anni. A differenza degli altri popoli dell'Africa subsahariana, i bantu erano agricoltori e conoscevano la lavorazione dei metalli, caratteristiche che li rendevano ottimi colonizzatori, permettendo loro di adattarsi a diversi contesti ambientali e climatici e di poter popolare densamente il territorio (più di quanto fosse possibile a popoli che vivevano di caccia e raccolta). Il primo movimento migratorio importante ebbe luogo intorno al 1500 a.C., in due direzioni diverse. Questa doppia migrazione si riflette nella ripartizione delle lingue bantu in due sottofamiglie, note rispettivamente come bantu orientale e bantu occidentale. La migrazione verso ovest procedette costeggiando l'Oceano Atlantico, verso Angola, Namibia e Botswana; quella verso est portò alla colonizzazione della foresta pluviale centrafricana. Intorno al 1000 a.C., dal centro Africa un importante flusso migratorio bantu giunse nella zona dei Grandi Laghi; qui l'ambiente particolarmente favorevole portò a un rapido sviluppo, cosicché quest'area divenne in seguito il principale centro di diffusione bantu del continente. Nel V secolo a.C. i bantu erano giunti a sud fino all'odierno Zambia. Lungo la costa dell'Oceano Indiano una serie di rapidi movimenti migratori portarono i primi gruppi di pionieri in Sudafrica (nella zona dell'odierno KwaZulu-Natal (Sudafrica) intorno al III secolo a.C.
Queste migrazioni influirono in modo sostanziale sulla storia dell'Africa subsahariana. Diversi gruppi bantu si insediarono in regioni dove esistevano popolazioni autoctone, assimilandole o venendone assimilati, e dando quindi origine a una varietà di culture e lingue miste; attraverso i bantu si diffusero non solo l'agricoltura e la lavorazione dei metalli, ma anche l'allevamento, che i bantu appresero probabilmente dai popoli dell'Africa orientale.
Fra il XIII e il XV secolo, alcuni gruppi di lingua bantu diedero vita ad un insieme di potenti regni, soprattutto nella zona dei Grandi Laghi e lungo il fiume Zambesi. Il più noto di questi regni è quello del re Monomatapa, e noto come regno della Grande Zimbabwe dal nome del più importante complesso archeologico risalente a questo periodo. Questo processo di formazione di entità di tipo statale divenne estremamente frequente a partire dal XVI secolo, probabilmente a causa di una concomitanza di cause, incluse le interazioni sempre più frequenti dei bantu con gli arabi e gli europei. Quando iniziò la colonizzazione europea dell'Africa, i regni bantu furono gradualmente conquistati o assimilati. Di alcuni di essi rimangono comunque le tracce negli ordinamenti amministrativi dei moderni stati africani; per esempio, il KwaZulu-Natal corrisponde all'antico regno Zulu.